# سيمون لي دوك
سيمون لي دوك (بالفرنسية: Simon Le Duc)‏ هو ملحن فرنسي، ولد في 15 يناير 1742 في باريس في فرنسا، وتوفي بنفس المكان في 22 يناير 1777.

## وصلات خارجية
- سيمون لي دوك على موقع ميوزك برينز (الإنجليزية)
- سيمون لي دوك على موقع أول ميوزيك (الإنجليزية)
- سيمون لي دوك على موقع ديسكوغز (الإنجليزية)